# ドゥシャン・バスタ
ドゥシャン・バスタ（Dušan Basta, 1984年8月18日 - ）は、ユーゴスラビア出身の元サッカー選手。元セルビア・モンテネグロ代表及び元セルビア代表。ポジションはDF。

## 経歴

### 生い立ち
生まれ故郷パディンスカ・スケラのPKBパディンスカ・スケラの下部組織に在籍。その後、13歳の時にレッドスター・ベオグラードの下部組織へと籍を移した。

### レッドスター
ユースチームから数名の選手と共にトップチームへ昇格し、17歳の時にプロ契約を結んだ。2008年8月の自身18歳の誕生日に、FKスチェスカ・ニクシッチ戦でデビューをし1-0で勝利した。2年目は、アレクサンダル・ルコヴィッチと共にイェディンストヴォ・ウブへレンタル移籍をし、26試合7得点を挙げた。レンタル期間終了後はレッドスターへと戻り、2005年4月に左手を負傷し5ヶ月プレー出来なかったことを除き4シーズンに渡りレギュラーを務めた。レッドスターでは97試合3得点を記録し、3つのカップ戦を含め6つのトロフィーを手に入れた。

### ウディネーゼ
2008年7月にレッドスター・ベオグラードからウディネーゼへ移籍。プレシーズンの親善試合にも出場した。しかし、クラブは2つある非EU枠にバスタを登録したくなかったため、チームメイトで同郷のアレクサンダル・ルコヴィッチが、かつてそうしたように開幕前にUSレッチェへレンタル移籍させた。
2009年夏にチームへ戻ると、いつもプレーしていた中盤右サイドから右WBとしてスタートすることになった。9月23日のACミラン戦で、27分にマウリシオ・イスラとの交代で初出場し1-0で勝利した。その後、シモーネ・ペペが負傷したためチームは3-5-2へとフォーメーションを以降。バスタは右サイドのMFとして数試合プレーしたが、翌2010-11シーズン全試合欠場するほどの大怪我を負い欠場を余儀なくされ、その間にバスタのポジションはイスラへと渡った。
バスタは、2011年9月11日の2011-12シーズン開幕戦で18ヶ月ぶりに復帰した。その試合をフランチェスコ・グイドリンは、イスラを休ませ3-5-2の右WBでバスタを起用した。このUSレッチェではゴールを決め2-0で勝利した。次のUEFAヨーロッパリーグ 2011-12グループステージ第1試合のスタッド・レンヌ戦ではベンチに戻った。バスタ, イスラとポジションが被る2選手に対し、グイドリン監督はバスタを右WBに、そしてイスラを中央右へと起用して共存を成功させた。ちなみに、前年まで中央右だったジャンピエロ・ピンツィは、SSCナポリへ移籍したギョクハン・インレルが務めていた中央底に変更された。11月6日のACシエナ戦で試合開始1分でゴール、12月11日のACキエーヴォ・ヴェローナ戦でヘディングゴールと決め、最終的にこのシーズンは5得点を挙げた。

### 代表
2005年3月31日のスペイン戦で77分にオグニェン・コロマンと交代でピッチへ入り、セルビア・モンテネグロ代表として、代表初キャップを記録した。チュニジア戦で2キャップ目を記録した。2006 FIFAワールドカップのメンバーに選出されるも出場はなかった。
2006年からは、U-21代表に選ばれ18試合に出場。同年のポルトガルで行われたUEFA U-21欧州選手権2006と、翌年のオランダで行われたUEFA U-21欧州選手権2007に2度出場。それぞれ準決勝と決勝で敗退している。
セルビア代表としては、ラドヴァン・クルチッチ時代に初招集された。メキシコ戦とホンジュラス戦に向け招集されていたネヴェン・スボティッチが負傷により辞退した代わりとしてだった。しかし、バスタも招集された後に同様に負傷した。その代わりとしてクルチッチ監督は、ネマニャ・トミッチ, アデム・リャイッチ, アンドリヤ・カルジェロヴィッチを招集した。
2013年2月6日のキプロスとの親善試合で代表初得点を挙げた。

## 代表歴

### 出場大会
- セルビア・モンテネグロ代表
  - 2006 FIFAワールドカップ
- セルビア代表

### 試合数
- 国際Aマッチ 2試合 0得点（セルビア・モンテネグロ代表、2005年-2006年）[4]
- 国際Aマッチ 16試合 2得点（セルビア代表、2012年-2018年）[4]

| セルビア・モンテネグロ代表 | 国際Aマッチ | 国際Aマッチ |
| 年                         | 出場        | 得点        |
| -------------------------- | ----------- | ----------- |
| 2005                       | 1           | 0           |
| 2006                       | 1           | 0           |
| 通算                       | 2           | 0           |

| セルビア代表 | 国際Aマッチ | 国際Aマッチ |
| 年           | 出場        | 得点        |
| ------------ | ----------- | ----------- |
| 2012         | 3           | 0           |
| 2013         | 7           | 2           |
| 2014         | 4           | 0           |
| 2015         | 1           | 0           |
| 2016         | 0           | 0           |
| 2017         | 0           | 0           |
| 2018         | 1           | 0           |
| 通算         | 16          | 2           |

## タイトル
ラツィオ
- スーペルコッパ・イタリアーナ 2017
- コッパ・イタリア 2018-19